# BET (Franciaország)
A BET France egy francia zenecsatorna, mely 2015. november 17-én indult. A csatorna az amerikai BET csatorna francia változata, mely szintén a fekete közönségre összpontosít. Így elsősorban hiphop, soul, R&B stílusú zenéket sugároz. A csatorna hangja China Moses.
Mielőtt a BET francia változata elindult volna, 2012-ben már sugároztak BET műsorblokkokat az MTV France zenecsatornán. Ez volt a The Heat és a 106 & Park című műsor.